# Carrer Metge Curcó
El Carrer Metge Curcó és una obra de la Bisbal de Montsant (Priorat) inclosa a l'Inventari del Patrimoni Arquitectònic de Catalunya.

## Descripció
Es tracta d'un curiós carrer amb cases a un costat i una gran massa de conglomerat a l'altre, al damunt del qual hi ha cases pertanyents a un altre carrer. La construcció es feu aprofitant el replà que hi ha entre el peu del conglomerat i el pendent que mena cap al llit d'inundació del riu. És un carrer típic, que es repeteix també a Margalef i que constitueixen estranyes síntesis de la natura i de l'home. Les cases són de planta i pis o, a tot estirar, de planta baixa, pis i golfes, altures limitades un xic a causa de l'estretor del carrer, constituïdes en molts casos per obra de maó o de penal.

## Història
A jutjar pel tipus de casa, no sembla un carrer massa antic, i, atesa la morfologia urbana, correspondria a les cases bastides ran el camí que menava a Margalef de Montsant, possiblement cap al segle xviii. Fins als darrers anys del segle passat s'anomenava la Drecera.